# Campeonato Sul-Mato-Grossense 2022
In 2022 werd het 44ste Campeonato Sul-Mato-Grossense gespeeld voor voetbalclubs uit de Braziliaanse staat Mato Grosso do Sul. De competitie werd georganiseerd door de FFMS en zou gespeeld worden van 2 februari tot 25 mei. Operário werd kampioen.

## Eerste fase

### Groep A
| Plaats | Club       | Wed. | W | G | V | Saldo | Ptn. |
| ------ | ---------- | ---- | - | - | - | ----- | ---- |
| 1.     | Costa Rica | 8    | 7 | 0 | 1 | 16:4  | 21   |
| 2.     | Chapadão   | 8    | 4 | 1 | 3 | 10:9  | 13   |
| 3.     | Operário   | 8    | 3 | 3 | 2 | 13:7  | 12   |
| 4.     | Comercial  | 8    | 2 | 2 | 4 | 9:12  | 8    |
| 5.     | União-ABC  | 8    | 1 | 0 | 7 | 3:19  | 3    |

|  | Geplaatst voor de tweede fase |
|  | Degradatie                    |

### Groep B
| Plaats | Club          | Wed. | W | G | V | Saldo | Ptn. |
| ------ | ------------- | ---- | - | - | - | ----- | ---- |
| 1.     | Aquidauanense | 8    | 4 | 1 | 3 | 12:8  | 13   |
| 2.     | Dourados      | 8    | 3 | 4 | 1 | 6:4   | 13   |
| 3.     | Naviraiense   | 8    | 3 | 3 | 2 | 11:7  | 12   |
| 4.     | Coxim         | 8    | 3 | 1 | 4 | 11:19 | 10   |
| 5.     | Águia Negra   | 8    | 1 | 3 | 4 | 8:10  | 6    |

## Tweede fase
| Plaats | Club          | Wed. | W | G | V | Saldo | Ptn. |
| ------ | ------------- | ---- | - | - | - | ----- | ---- |
| 1.     | Operário      | 10   | 6 | 4 | 0 | 15:5  | 22   |
| 2.     | Naviraiense   | 10   | 6 | 1 | 3 | 17:10 | 19   |
| 3.     | Costa Rica    | 10   | 5 | 2 | 3 | 13:8  | 17   |
| 4.     | Dourados      | 10   | 3 | 1 | 6 | 12:20 | 10   |
| 5.     | Chapadão      | 10   | 2 | 3 | 5 | 10:17 | 9    |
| 6.     | Aquidauanense | 10   | 1 | 3 | 6 | 14:21 | 6    |

|  | Kampioen, geplaatst voor Série D 2023, Copa do Brasil 2023 en Copa Verde 2023 |

### Kampioen
| Campeonato Sul-Mato-Grossense de 2022 |
| Mato Grosso do Sul                    |
| ------------------------------------- |
| OPERÁRIO Kampioen (12° titel)         |